# Mieczysław Żygłowicz
Mieczysław Jan Żygłowicz (ur. 23 sierpnia 1919 w Kołaczycach, zm. 23 lutego 2021 w Jaśle) – major WP, żołnierz Narodowej Organizacji Wojskowej, Związku Walki Zbrojnej, a następnie Armii Krajowej, nauczyciel, dyrektor Szkoły Podstawowej nr 1 w Jaśle. Był ostatnim żyjącym żołnierzem zawodowym Wojska Polskiego II RP i żołnierzem Armii Krajowej.

## Życiorys
Urodził się w rodzinie rzemieślniczej jako syn Jana i Marii z d. Kosztur. Szkołę Powszechną ukończył w swojej rodzinnej miejscowości. W 1933 w wyniku egzaminu konkursowego został przyjęty do Podoficerskiej Szkoły Piechoty dla Małoletnich nr 2 w Śremie. Po jej ukończeniu i promocji 4 września 1936 został przydzielony do 84 Pułku Strzelców Polskich w Pińsku. Tu jako podoficer w stopniu kaprala pełnił obowiązki instruktora w szkolnych kompaniach ckm. W marcu 1939 została zmobilizowana 30 Dywizja Piechoty do której wszedł 84 Pułk Strzelców Polskich. Mieczysław Żygłowicz otrzymał awans na plutonowego i jako zastępca dowódcy plutonu ckm wyjechał z pułkiem na granicę niemiecką.
Brał udział w wojnie obronnej Polski. W ciężkich walkach przeszedł szlak bojowy cofającej się dywizji, Batalion, w którym służył, wycofał się za Bug i został przydzielony do Grupy Operacyjnej „Polesie” gen. Franciszka Kleeberga. Został ranny w bitwie pod Wolą Gułowską. Leczył się w szpitalu w Radomiu. W grudniu 1939 roli został wywieziony do obozu jeńców wojennych w Landsbergu. Wiosną 1940 uciekł z niewoli. Udał się do krewnych w okolice Frysztaka. Rozpoczął pracę w kamieniołomach w Stępinie. Później powrócił do Kołaczyc, tu wstąpił do tajnej organizacji wojskowej kierowanej przez Józefa Matuszewskiego. Odbywano tajne zebrania, kolportowano prasę, a nawet przerzucanie niektórych polskich żołnierzy na Węgry.
W ramach tworzących się struktur organizacyjnych NOW (przekształconej później w AK) w Kołaczycach powstała Placówka „Kukułka”. Jednym z dowódców plutonu został Mieczysław Żygłowicz a drugim Leopold Cieniek (1914–1978). Prowadził szkolenie wojskowe młodzieży w Kołaczycach, Błażkowej i Kłodawie. Zajmował się transportem broni, szczególnie w okresie przygotowań do realizacji akcji „Burza”. Wysiedlenie Kołaczyc w dniach 19 i 20 września 1944 przerwało działalność konspiracyjną AK w tym rejonie.
Po wojnie pracował w Powszechnej Organizacji „Służba Polsce”. Od 30 kwietnia 1945 do 31 grudnia 1948 pełnił stanowisko komendanta gminnego PW i WF w Kołaczycach. Pełnił również obowiązki instruktora przysposobienia wojskowego i wychowania fizycznego w Państwowym Gimnazjum i Liceum w Kołaczycach. Uzupełniał swoje wykształcenie, zdał małą maturę, po czym ukończył kurs pedagogiczny. Otrzymał posadę nauczyciela szkoły w Brzostku. Po uzyskaniu pełnych kwalifikacji nauczycielskich podjął pracę w szkole w Trzcinicy. W 1953 ukończył Wyższy Kurs Nauczycielski w Katowicach specjalizując się w fizyce i chemii.
W 1953 otrzymał pracę w Szkole Podstawowej TPD w Jaśle mieszczącej się przy ul. Sokoła. Wydział Oświaty budował w tym czasie nową szkołę podstawową TPD przy ulicy Czackiego. Pracę zostały ukończone w 1956. Mieczysław Żygłowicz objął funkcje zastępcy kierownika tej szkoły. Wyposażył szkołę w sprzęt i pomoce naukowe, urządził również nowocześnie pracownię fizyko – chemiczną, która stała się pracownią międzyszkolną. Z czasem rozbudował szkołę wyposażając ją w nowe gabinety. Pełnił też funkcje instruktora fizyki i chemii w Powiatowym Ośrodku Dokształcenia Kadr Oświatowych. Przez rok pełnił funkcję kierownika tego ośrodka.
W 1970 został przeniesiony do Szkoły Podstawowej nr 1 w Jaśle na stanowisko kierownika. Podjął starania o budowę nowego budynku przy ul. Piotra Skargi. Prace przy budowie szkoły trwały 5 lat. W latach 1973–1977 ukończył zaocznie Wyższe Studia w Instytucie Kształcenia Nauczycieli w Rzeszowie w zakresie pedagogiki opiekuńczej.
W 1993 został awansowany do stopnia podporucznika.
W 2012 został odznaczony Krzyżem Oficerskim Orderu Odrodzenia Polski. Uroczystość wręczenia odbyła się w dniu 15 marca 2013, w imieniu prezydenta RP order wręczyła wicewojewoda podkarpacki Alicja Wosik. W uroczystościach, w uroczystościach uczestniczył również burmistrz Jasła Andrzej Czernecki.
W 2014 został awansowany do stopnia majora. Natomiast w 2015, jako jeden z ośmiu osób z terenu Podkarpacia otrzymał okolicznościowy medal „Obrońcy Ojczyzny 1939 – 1945”. Medal, przyznany przez Urząd do Spraw Kombatantów i Osób Represjonowanych, wręczyła Wicemarszałek Województwa Podkarpackiego Maria Kurowska, w towarzystwie Burmistrza Miasta Jasła – Ryszarda Pabiana.
23 sierpnia 2019 skończył 100 lat, wttym momencie był ostatnim żyjącym żołnierzem zawodowym Wojska Polskiego II RP i żołnierzem Armii Krajowej.
23 sierpnia 2020 roku skończył 101 lat.
Pochowany na Starym Cmentarzu w Jaśle.

## Odznaczenia
Za działalność wojskową, zawodową i społeczną został odznaczony Krzyżem Kawalerskim Orderu Odrodzenia Polski, Złotym Krzyżem Zasługi, Krzyżem Partyzanckim, Krzyżem Armii Krajowej, Medalem Komisji Edukacji Narodowej, Medalem „Za udział w wojnie obronnej 1939” i wieloma innymi odznaczeniami i medalami.

## Rodzina
Żonaty z nauczycielką Kazimierą Żygłowicz z d. Landorf (05.02.1923 – 27.08.1997), z którą miał dzieci m.in. dwóch synów zmarłych w dzieciństwie Andrzeja (1949–1950) i Jana (1958–1959). Bratem Mieczysława Żygłowicza, był Adam Marian Żygłowicz (08.12.1913 – 14.11.2008) – żołnierz września 1939.